# الصنصة (المضاربة والعارة)

تعديل مصدري - تعديل

الصنصـة هي إحدى قرى عزلة المضاربة بمديرية المضاربة والعارة التابعة لمحافظة لحج، بلغ تعداد سكانها 52 نسمة حسب تعداد اليمن لعام 2004.